# Mount Brigham
Mount Brigham ist ein 1450 m hoher Berg im ostantarktischen Viktorialand. Er ragt im Zentrum der Gonville and Caius Range 3 km westsüdwestlich des Mount Curtiss auf.
Das Advisory Committee on Antarctic Names benannte ihn 2007 nach Lawson W. Brigham von der United States Coast Guard, Kapitän des Eisbrechers USCGC Polar Sea in arktischen und antarktischen Gewässern von 1993 bis 1995 und später am Scott Polar Research Institute tätig.